# Eberhard Deichmann
Eberhard Deichmann (* 15. September 1594 in Osnabrück; † 3. Juni 1655 in Rostock) war ein deutscher Jurist und Gesandter bei den Verhandlungen, die 1648 zum Westfälischen Frieden führten. 

## Leben
Eberhard Deichmann wurde als Sohn des Johann Deichmann und dessen Ehefrau Margaretha Gerding geboren. 
Nach dem Schul- und Privatunterricht in Osnabrück wechselte er auf Gymnasien in Stade, Hamburg und Bremen. Nach dem Abitur absolvierte er ein Studium der Rechtswissenschaften an den Universitäten Rostock (1611), Köln (1619), Rinteln (1620) und wieder Rostock, wo er am 12. Juni 1623 zum Doktor beider Rechte promoviert wurde.
Deichmann wurde Stadtsyndikus in Osnabrück. Auf Bitten des Rates der Stadt Rostock fungierte er als deren Gesandter bei den Verhandlungen, die 1648 zum Westfälischen Frieden führten. Dabei trat Rostock im Verbund mit den anderen Hansestädten auf. Von 1649 an war er Ratsherr in Rostock.